# Nepheloleuca absentimacula
Nepheloleuca absentimacula là một loài bướm đêm trong họ Geometridae.